# QMAP
QMAP è un esperimento scientifico, eseguito tramite uso di pallone atmosferico, per misurare le anisotropie delle radiazione cosmica di fondo (CMB). Volò due volte nel 1996, e i suoi dati furono funzionalmente collegati con una scansione astronomica per produrre una mappa della CMB.
Lo strumento fu usato poi per osservazioni da terra nell'esperimento MAT/TOCO; denominato così poiché lo strumento era chiamato Mobile Anisotropy Telescope (Telescopio mobile da anisotropia), fu posizionato a Cero Toco nel Cile. È stato il primo esperimento di questo tipo a determinare la posizione del primo picco acustico della CMB.